# Kurseong
Kurseong (en népalais : खर्स्यन्ग्, Khār-sỵāng) est une ville du district de Darjeeling dans l'État du Bengale-Occidental en Inde. Située à 1 458 mètres d’altitude sur la route qui monte de la plaine à Darjeeling elle est surtout connue pour ses nombreuses institutions éducatives (internats) qui y sont attirées par un climat agréable.

## Étymologie
L'origine du nom serait à trouver dans le Khar-Shiyang (qui veut dire « Pays des orchidées blanches ») en lepcha, un groupe indigène de la région aujourd'hui minoritaire.

## Histoire
Kurseong fut cédée en 1835 par le roi du Sikkim aux autorités coloniales de l'Empire des Indes qui cherchaient un lieu où installer un sanatorium pour ceux qui, accablés par la chaleur et les fièvres, devaient quitter le climat insalubre de la plaine du Gange.
Rapidement, et surtout après la construction de la ligne de chemin de fer (le 'Darjeeling Himalayan Railway'), le village se développa en petite ville recevant, comme Darjeeling, la bourgeoisie coloniale anglaise fuyant Calcutta durant les grandes chaleurs des mois de mai et juin.

## Patrimoine
- Les Jésuites construisirent en 1889 une importante maison de formation, une faculté de théologie, le 'St Mary's College', sur une colline dominant la ville. Avec et à la suite du théologat, un grand nombre d’institutions éducatives, principalement des internats pour enfants de coloniaux, s’établirent à Kurseong, attirés par un climat permettant facilement de nombreuses activités de plein air.
- Kurseong se trouve sur le trajet du Toy Train (le 'Darjeeling Himalayan Railway'), dont elle est l’arrêt principal entre New-Jalpaiguri, à 53 kilomètres au sud, et Darjeeling, destination finale, à 30 kilomètres au nord.

## Galerie

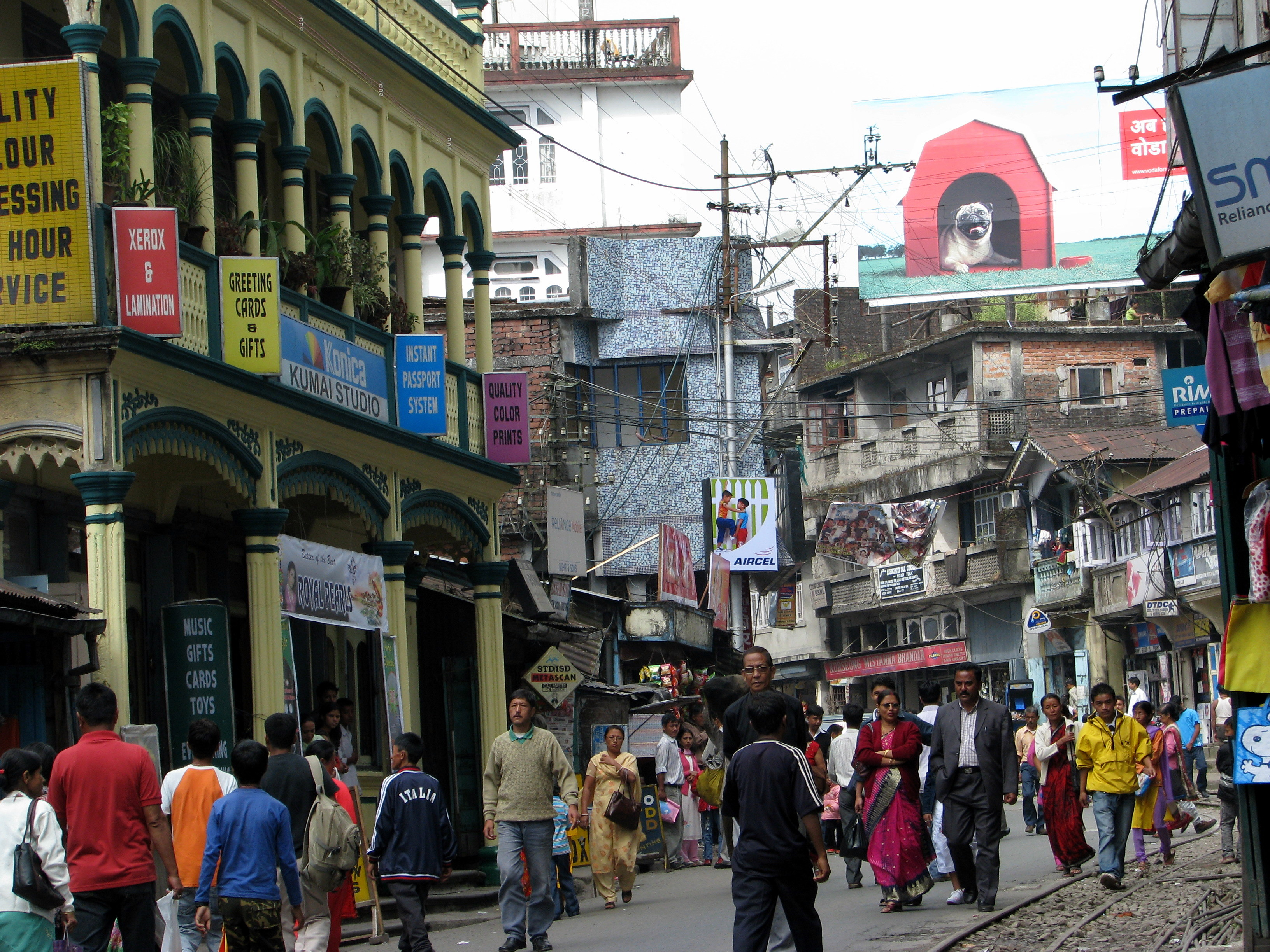
Rue du centre ville.
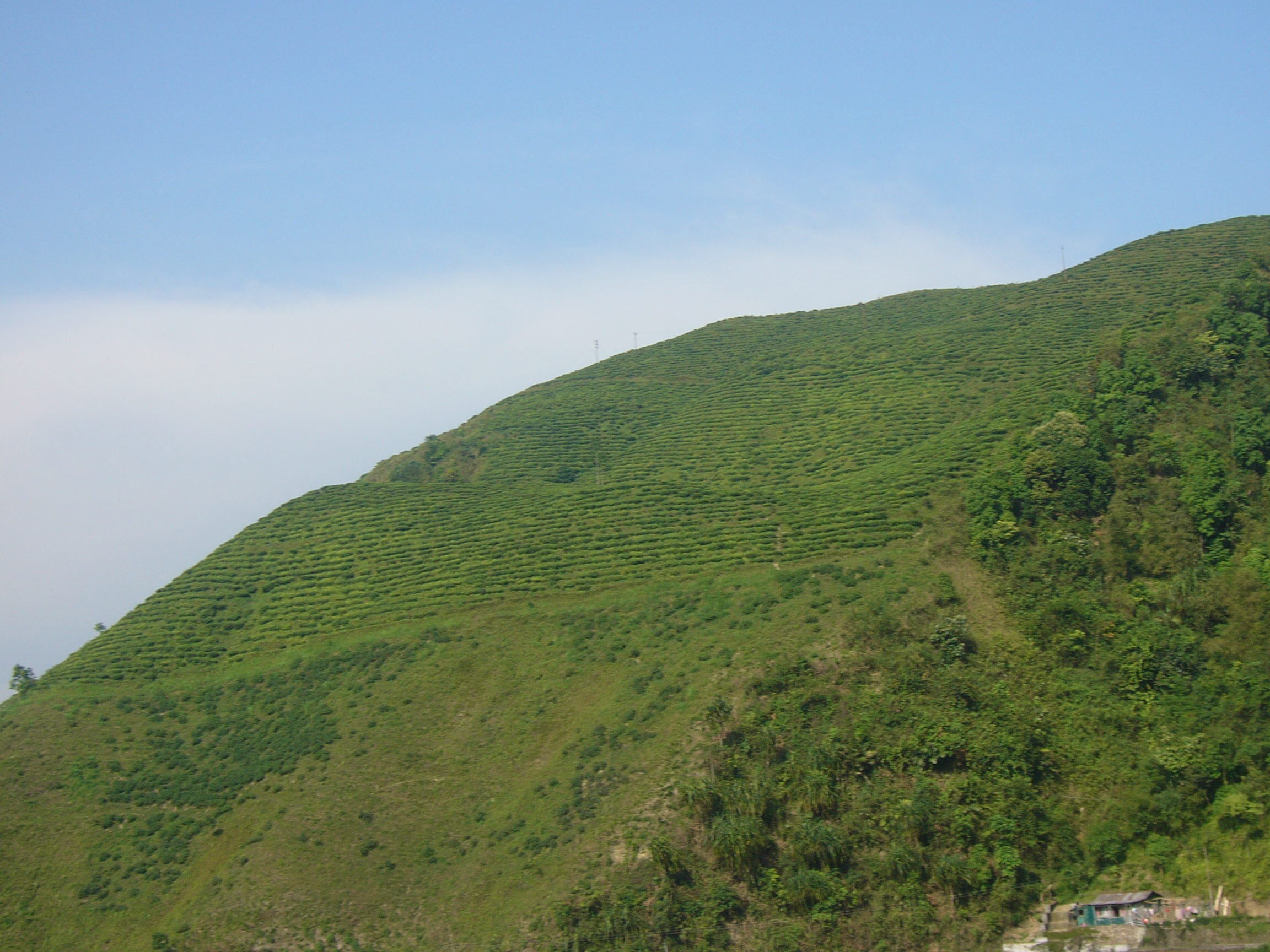
Plantations de thé.